# John Peers
John William Peers (n. 25 iulie 1988, Melbourne, Victoria, Australia) este un jucător profesionist australian de tenis, specializat la dublu. A ajuns pe locul 2 mondial în clasamentul ATP la dublu, cel mai bun din carieră, în aprilie 2017, și pe locul 456 la simplu în iunie 2012. A câștigat trei turnee de Grand Slam, la dublu la Australian Open 2017 cu Henri Kontinen, și la dublu mixt la US Open 2022 cu colega sa australiană Storm Sanders și la Australian Open 2025 cu colega sa australiană Olivia Gadecki. A participat de trei ori la Jocurile Olimpice, câștigând medalia de bronz la dublu mixt în 2021 cu Ashleigh Barty și medalia de aur la dublu în 2024 cu Matthew Ebden.
Peers a fost finalist la Wimbledon și US Open în 2015, alături de Jamie Murray, și la Australian Open 2019 cu Kontinen.
Peers a câștigat 30 de titluri la dublu în circuitul ATP, inclusiv finalele ATP din 2016 și 2017, precum și patru la nivelul ATP 1000. El reprezintă Australia în Cupa Davis din 2016.
Mama lui, Elizabeth Little, și sora, Sally Peers, sunt, de asemenea, foști jucători profesioniști de tenis.